# Großsteingrab Niendorf a. d. St.
Das Großsteingrab Niendorf a. d. St. war eine megalithische Grabanlage der jungsteinzeitlichen Nordgruppe der Trichterbecherkultur bei Niendorf a. d. St. (Niendorf an der Stecknitz) im Kreis Herzogtum Lauenburg in Schleswig-Holstein.

## Lage
Das Grab befand sich südwestlich von Niendorf im Gehege Hankenborn auf leicht abfallendem Gelände.

## Forschungsgeschichte
Karl Kersten dokumentierte die Anlage für seine 1951 erschienene Monografie zu den vor- und frühgeschichtlichen Denkmälern des Kreises Herzogtum Lauenburg und nahm sie dort unter der Nummer Niendorf a. d. Stecknitz LA 4 auf. Kersten konnte noch Reste der Anlage ausmachen. Möglicherweise wurden diese später entfernt, da die Anlage nicht im aktuellen Bodendenkmalverzeichnis des Landes Schleswig-Holstein verzeichnet ist.

## Beschreibung

### Architektur
Die Anlage besaß eine Grabkammer, von der Kersten noch zwei offenbar in situ stehende Wandsteine feststellte. Nach Aussage eines Schülers soll erst wenige Jahre vor Kerstens Dokumentation ein Deckstein der Kammer entfernt worden sein. Zur Orientierung sowie zur Länge und Breite der Kammer liegen keine Angaben vor. Die innere Höhe soll etwa 1,5 m betragen haben. Der genaue Typ der Kammer ließ sich nicht mehr bestimmen. Kersten fand noch zahlreiche größere Steine vor, die wohl von einer Anschüttung an der Außenseite der Grabkammer stammten.

### Funde
Ein Lehrer aus Niendorf hatte vor Kerstens Dokumentation eine Grabung in der Kammer durchgeführt und dabei mehrere rötlichbraune Keramikscherben gefunden.